# I fantasmi
I fantasmi è un'opera di Andrea Camilleri apparsa in 4 puntate sul mensile di Emergency "E" e pubblicata in volume nel novembre 2011 in allegato alla rivista. Il libro è illustrato da Alessandro Gottardo, in arte Shout.

## Trama
A Vigata al noto ubriacone Turi Persica capita una brutta avventura mentre se ne torna a casa nelle solite condizioni alcoliche. Gli si presenta in un vicolo un fantasma che, passata la paura, egli descriverà con un teschio al posto della testa e vestito come uno dei moschettieri veduti in un film proiettato al cinema del paese quattro sere prima. 
Sono pochi a credere alla storia di Turi evidentemente preda del vino ma quando il fantasma viene visto da autorevoli membri del circolo locale il panico si diffonde nel paese. Questa volta il fantasma è abbigliato con il classico lenzuolo bianco e al posto della testa ha una palla bianca. Data la diversità di abbigliamento i fantasmi allora devono essere due. 
Il sindaco richiede l'intervento del parroco della chiesa madre per una "disinfestazione" delle anime in pena con la celebrazione di una messa solenne seguita da una processione. Ma ad un certo punto il parroco annunzia al sindaco che sarà tutto annullato: messa e processione.
«Il parrino li taliò 'n silenzio a tutti e tri e po' disse: "Vi ho fatti viniri per dirivi che non sinni fa cchiù nenti, né della missa sullenni né della processioni". 

Aviva parlato con la facci 'nfuscata. I tri ristaro ammammaloccuti.

"E pirchì?", spiò il sinnaco che si era arripigliato per primo.

"Cazzi mè", disse patre Allotta.

E non ci fu verso di tirarigli un'altra parola dalla vucca.» 
Bisognerà trovare un altro modo per cacciare i fantasmi da Vigata.